# وزارة علي ماهر باشا الرابعة
وزارة علي ماهر باشا الرابعة هي الوزارة السبعون في مصر، صدر المرسوم الملكي بتشكيلها في 24 يوليو 1952.:527:529:23:24

## أعضاء الحكومة
| الوزارة                                                      | الوزير                       |
| ------------------------------------------------------------ | ---------------------------- |
| رئيس مجلس الوزراء ووزير الداخلية والخارجية والحربية والبحرية | علي ماهر باشا                |
| وزير العدل                                                   | محمد علي رشدي بك             |
| وزير المالية والاقتصاد                                       | عبد الجليل إبراهيم العمري بك |
| وزير الأشغال العمومية                                        | محمد كامل نبيه بك            |
| وزير المعارف العمومية                                        | سعد اللبان                   |
| وزير الشئون الاجتماعية والمواصلات                            | محمد زهير جرانة بك           |
| وزير الصحة العمومية                                          | إبراهيم شوقي باشا            |
| وزير الشئون البلدية والقروية                                 | عبد العزيز عبد الله سالم بك  |
| وزير الأوقاف                                                 | فؤاد شيرين باشا              |
| وزير الزراعة                                                 | الفونس جريس بك               |
| وزير التجارة والصناعة والتموين                               | إبراهيم عبد الوهاب بك        |

## تعديلات
- في 30 يوليو 1952 أسندت وزارة المواصلات إلى رشاد مهنا.[3]:417
- في 6 سبتمبر 1952 أسندت وزارة الشئون القروية إلى مريت غالي.[3]:442:443 وأسندت وزارة الشئون البلدية إلى نور الدين طراف.[3]:442:443 وأسندت وزارة المواصلات إلى محمود محمد محمود.[3]:542 وأسندت وزارة الأشغال العمومية إلى مراد فهمي.[3]:169 وأسندت وزارة الإنشاء والتعمير إلى إبراهيم بيومي مدكور.[3]:201